# Radhi Jaïdi
Radhi Ben Abdelmajid Jaïdi (* 30. August 1975 in Tunis) ist ein ehemaliger tunesischer Fußballspieler (Verteidiger). 

## Verein
Jaïdi wechselte im Juli 2004 von Espérance Tunis, ein Verein, welcher in der letzten Saison die tunesische Meisterschaft gewann, nach England. Er schaffte mit Birmingham City gleich zweimal den Aufstieg in die Premier League: 2007 und 2009 und war dabei auch noch Stammspieler. Im Sommer 2009 entschied er sich aber gegen eine Rückkehr auf die große Fußballbühne Premier League. Stattdessen unterschrieb er für zwei Jahre beim drittklassigen FC Southampton. Mit seiner neuen Mannschaft erreichte er in der Saison 2010/11 den Aufstieg in die zweitklassige Football League Championship.

## Nationalmannschaft
Er gewann schon mit der tunesischen Fußballnationalmannschaft die Fußball-Afrikameisterschaft 2004. Dazu vertrat er sein Land bei der Fußball-Weltmeisterschaft 2002 und 2006. Dabei bestritt er jeweils alle Spiele.

## Erfolge
Aufstieg in die Premier League 2007 mit Birmingham City
Aufstieg in die Premier League 2009 mit Birmingham City
Aufstieg in die Championship 2011 mit dem FC Southampton
Afrikameister 2004 mit Tunesien